# Ⲕ̄
Cette page contient des caractères spéciaux ou non latins. S’ils s’affichent mal (▯, ?, etc.), consultez la page d’aide Unicode.
Ne doit pas être confondu avec la lettre latine k macron (K̄, k̄) ou la lettre cyrillique ka macron (К̄, к̄).
Ⲕ̄ (minuscule : ⲕ̄), appelé kappa macron, est une lettre de l’alphabet copte utilisée dans l’écriture du copte ou de l’ancien nubien. Elle est composée d’un kappa ‹ Ⲕ › avec un macron.

## Utilisation
En ancien nubien, le macron sur une lettre de consonne indique que cette consonne est géminée.

## Représentations informatiques
Le kappa macron a été représenté avec les mêmes caractères que le kappa grec jusqu’à la publication d’Unicode 4.1 en mars 2005, à partir de laquelle il est représenté avec des caractères qui lui sont propres. Il peut donc être représenté à l’aide des caractères (Diacritiques, Grec et copte, Copte) suivants :
| lettres   | représentations | chaînes de caractères | points de code | descriptions                                      | note               |
| --------- | --------------- | --------------------- | -------------- | ------------------------------------------------- | ------------------ |
| majuscule | Κ̄               | Κ◌̄                    | U+0399 U+0304  | lettre majuscule grecque kappa diacritique macron | avant Unicode 4.1  |
| minuscule | κ̄               | κ◌̄                    | U+03B9         | lettre minuscule grecque kappa diacritique macron | avant Unicode 4.1  |
| majuscule | Ⲕ̄               | Ⲕ◌̄                    | U+2C94         | lettre majuscule copte kappa diacritique macron   | depuis Unicode 4.1 |
| minuscule | ⲕ̄               | ⲕ◌̄                    | U+2C95         | lettre minuscule copte kappa diacritique macron   | depuis Unicode 4.1 |